# 윌리 모 페냐
윌리 모 페냐(Wily Mo Peña, 본명: Wily Modesto Peña Gutierrez, 1982년 1월 23일 ~ )는 일본프로야구에서 활동했던 도미니카 공화국 출신 야구선수이다.

## 통산기록

### MLB
2002년 신시내티 레즈에서 MLB에 입단하였다. 2004년 26홈런 66타점 타율 .259로 괜찮은 실력이였지만 22볼넷 108삼진으로 선구안이 거의 없다고 봐야 하는 아쉬운 모습을 보여주었다. 그러다가, 2006년 브론슨 아로요와 트레이드되어 보스턴 레드삭스로 가게 되었다. 삼진 90, 볼넷 20으로 그나마 선구안이 나아지며 타율도 .301을 찍었지만 홈런 11개 42타점으로 장타율이 떨어지는 모습을 보였다. 그 다음 시즌에서는 최악이였다. 그러다 2007시즌 중간에 워싱턴 내셔널스로 다시 트레이드되었다. 보스턴 레드삭스에서 부진했다가 트레이드되자 타율 .293로 다시 살아나는 모습을 보였다. 2008년 재계약 했으나, 타율이 또 .205로 떨어지는 모습을 보여 마이너 리그를 떠돌다 뉴욕 메츠 마이너 리그에서도 방출되어 그해 시즌을 쉬었고, 2010시즌 애리조나 다이아몬드백스의 마이너리그와 계약했다. 마이너 리그에서 타율.363이라는 엄청난 기록을 보여주고 6월에 메이저 리그로 갔으나, 타율.196으로 또 타율이 떨어지는 일이 생겼지만 다행히 시애틀 매리너스에서 그를 데려갔지만 또 타율 .209로 방출되었다. 그러나, 그는 일본 프로 야구로 눈길을 돌렸다.

### NPB
그는 후쿠오카 소프트뱅크 호크스와 계약해 2012시즌 타율.280이라는 괜찮은 성적을 보여주었다. 그러나 바로 다음 2013 시즌 1 1홈런에다가 타율.233으로 바로 방출되었다. 그를 데려간 것은 오릭스 버펄로스였다. 타율.255에 32홈런이라는 사상 최다 홈런을 기록하고 59볼넷 124삼진으로 선구안도 좋아진 모습을 보였다. 버펄로스와 페냐도 재계약을 원했으나 세부조약이 맞지 않아서 도호쿠 라쿠텐 골든이글스와 계약했다. 2015시즌에서는 70 70볼넷 119삼진이라는 선구안이 매우 좋아졌다. 그러나 홈런이 17개로 장타율이 반으로 떨어지는 모습을 보였다. 그러나 홈런의 개수 때문에 재계약에 실패했다. 그러다가 2017년 중간에 지바 롯데 마린스와 계약하고 지바 롯데 홈런 1위를 기록한다. 최종 성적은 타율.242에다가 홈런 15개로 만약 1년을 다 뛰었다면 홈런이 더 많았을 듯 한다. 그 후 전적이 없어 은퇴한 듯 한다.